# Ossicloruro di antimonio
L'ossicloruro di antimonio, noto fin dal XV secolo, è un composto chimico con formula SbOCl; è stato conosciuto in passato con una pletora di nomi alchemici. Poiché il composto funziona sia come emetico che come lassativo, era originariamente usato come purgante.

## Storia
La sua produzione è stata descritta per la prima volta da Basilius Valentinus in Currus Triumphalis Antimonii. Nel 1659 Johann Rudolph Glauber diede un'interpretazione chimica relativamente esatta della reazione.
Vittorio Algarotti introdusse la sostanza in medicina, e derivati del suo nome (come polvere di Algarotti) furono associati a questo composto per molti anni.
L'esatta composizione rimase sconosciuta per molto tempo. È stata avanzata l'ipotesi che l'ossicloruro di antimonio sia una miscela di tricloruro di antimonio e ossido di antimonio, oppure ossicloruro di antimonio puro. Al giorno d'oggi è nota l'idrolisi del tricloruro di antimonio: prima si forma l'ossicloruro di antimonio, che in seguito forma Sb4O5Cl2.

## In natura
Né l'ossicloruro di antimonio, né Sb4O5Cl2 si trovano in natura. Tuttavia, l'onoratoite è un noto minerale Sb-O-Cl, la cui composizione è Sb8Cl2O11

## Nomi storici alternativi
- mercurius vitæ
- polvere di Algarotti[6]
- pulvis angelico

## Sintesi
Sciogliendo il tricloruro di antimonio in acqua si ottiene l'ossicloruro di antimonio:
{\displaystyle {\ce {SbCl3\ +\ H2O->SbOCl\ +\ 2HCl}}}